# Jeriștea
Jeriștea – wieś w Rumunii, w okręgu Gorj, w gminie Săcelu. W 2011 roku liczyła 12 mieszkańców.